# 日本のディーゼル機関車史
日本のディーゼル機関車史（にほんのディーゼルきかんしゃし）では、日本の鉄道においてディーゼル機関車がどのように推移してきたかについて述べる。

## 戦前（ - 1945年）

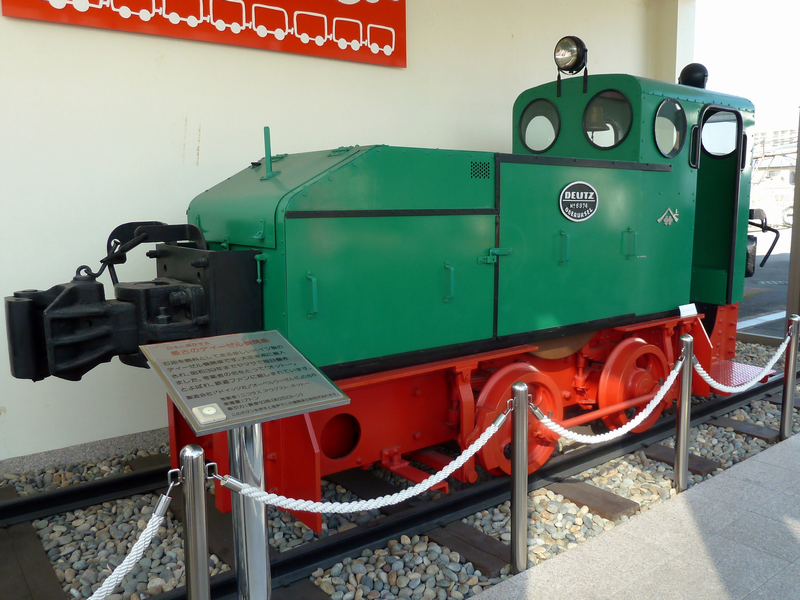
ヤマサ醤油第一工場に展示されている「オットー機関車」（1926年製）。初期の来歴は不明ながら1964年まで使用。1067mm軌間だが堀之内軌道機の類似車

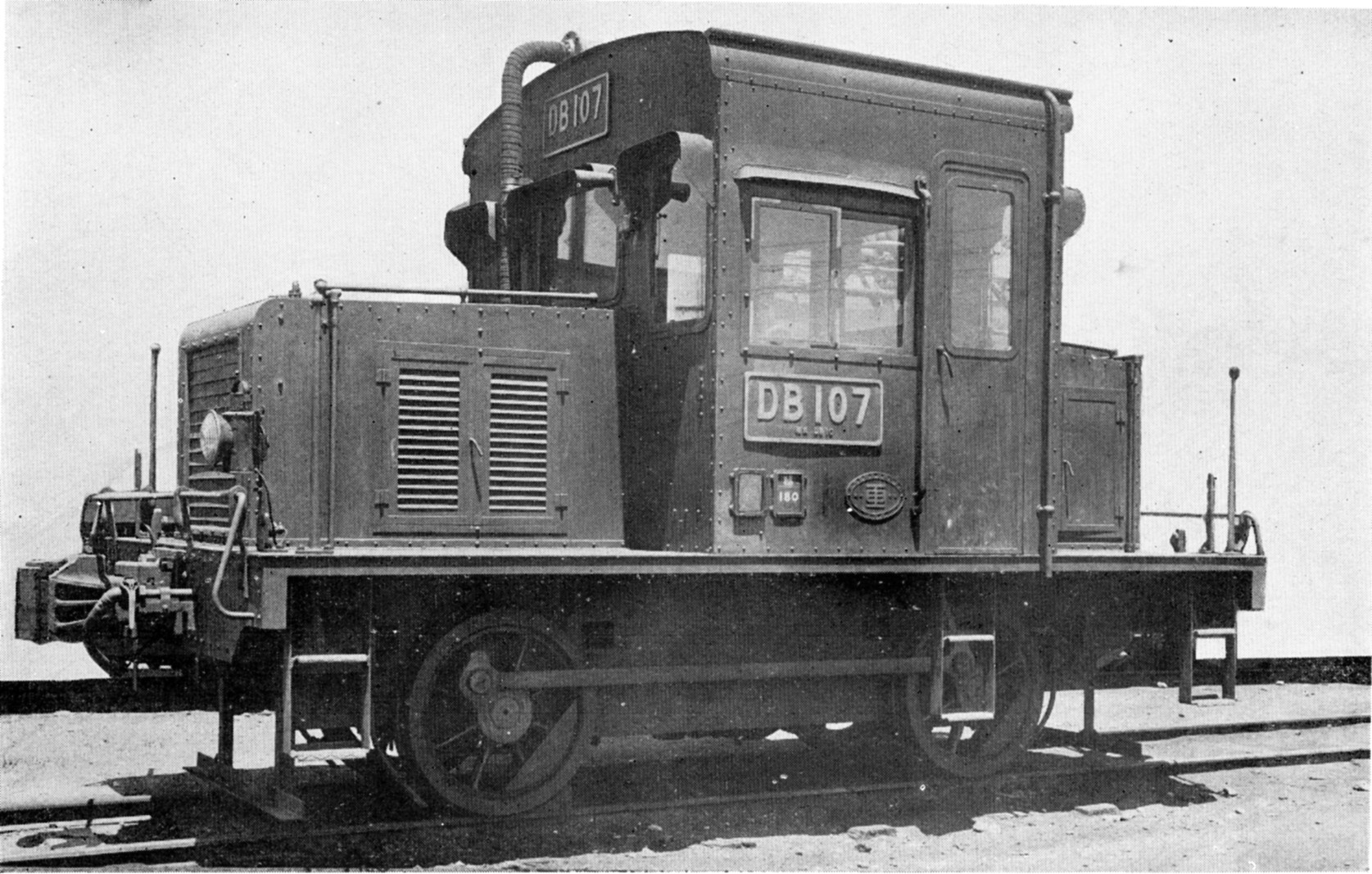
DB10形

日本におけるディーゼル機関車は、1923年（大正12年）に堀之内軌道が馬車鉄道から動力変更するためにオットー・ドイッツ社製（ドイツ）を使用したのを嚆矢とする。ただし、鉱山鉄道では、夕張炭礦（北海道）がオットー・ドイッツ社 製（ドイツ）の機関車を1914年（大正3年）頃に使用したとされる。
国産化は、1927年（昭和2年）、新潟鐵工所製2気筒35PSのディーゼルエンジンを搭載した8t機関車を雨宮製作所で製造したのが最初とされている。火気厳禁である大日本人造肥料（現在の日産化学工業）王子工場の専用線で使用された。
鉄道省最初のディーゼル機関車は、それぞれ1930年（昭和5年）と1929年（昭和4年）に輸入されたDC10形（機械式）・DC11形（電気式）である。当時最新のディーゼル機関車製造技術の研究のため、同一条件で仕様を変えて製造された各1両がドイツから輸入された。のちの1935年（昭和10年）、初の日本製電気式ディーゼル機関車としてこれらの研究成果を基にDD10形が1両製造された。しかし、いずれも技術的に稚拙で故障が多く、蒸気機関車に比べて性能が劣るため量産には至らなかった。
また、貨車入れ替えの合理化を目的としてDB10形が1932年（昭和7年）に8両製造されているが、これも出力50PS程度で現在の貨車移動機に相当するものであり、習作の域を出るものではなかった。
これに対し、内務省などの工事用ではMANなどの欧米メーカー製品の採用を皮切りに燃料費の低廉なディーゼル機関車採用に乗り出す例が幾つか現れており、それらをデッドコピーした成田鉄道D1001形ディーゼル機関車のように独自に国産ディーゼル機関車開発を模索する例が幾つか見られた。
なお、ガソリン機関車についてはそれ以前からドイツや米国などから多数が輸入されているほか、明治時代末期には一部の軽便鉄道で焼玉エンジンや石油発動機を動力源とする機関車が使用された記録もある。上記以降も、昭和時代初期には駅や工場での入換用、或いは河川改修工事用、森林鉄道用などとして、出力30 - 150PS程度の小型機関車が数多く製造・輸入されている。
1937年（昭和12年）から液体燃料の統制により、軍用などの特殊な例を除き、内燃機関車は使用することが不可能となり、各地の駅や倉庫内などに放置されることとなった。

## 戦後の技術確立の時代（1945年 - 1955年頃）

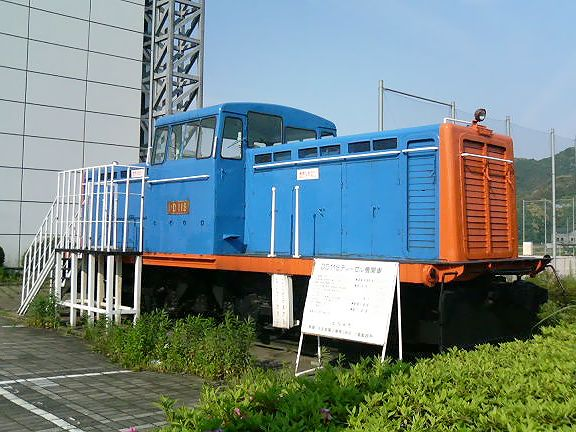
DD11形

戦後間もない頃、石炭の供給が極端に不足していたため、国鉄および一部の私鉄では電化が進められた。しかし1950年以降、ドッジ・ラインと朝鮮戦争の影響による物価高騰により電化は困難となり、一方で石油の輸入規制緩和が実施されたことから、ディーゼル機関車に対する関心が強まり、急速に技術が向上し、普及していった。このとき、放置されていた戦前製内燃機関車が再生された例もある。また、大阪の森製作所が手がけた一連の機関車のように、中小私鉄向けに蒸気機関車の台枠と車輪を再利用し、台枠の上にエンジンと運転装置を載せることで安価にディーゼル機関車を製造した事例も見られた。
国鉄では1953年、初の幹線用電気式ディーゼル機関車DD50形を製造した。これは新三菱重工業が船舶エンジン分野で技術提携していたスイスのスルザー社の設計したエンジンをライセンス製作して搭載している。北陸本線米原 - 敦賀間で使用された。しかし、蒸気機関車に比して単位出力あたりの重量が重く非力で重連運転常用であることや、客車用の暖房装置を設置していないため客車列車運用には不向きであることなどから、本格的な量産には至らなかった。
1954年には国鉄初の液体式ディーゼル機関車であるDD11形が製造されたが、気動車用のDMH17エンジンと変速機をそのまま使用しており出力は低く、火気厳禁の場所での入換用として使用された程度で、やはり本格的な量産には至らなかった。
私鉄用の機関車は要求される出力が50 - 150PS程度で、同時代の気動車や大型自動車と多くの部品を共用できた。エンジンも大戦前からの技術向上に加え、太平洋戦争直前に戦車等の軍用車両用として規格化された80PS - 200PS級「統制ディーゼルエンジン」の制定や、民生デイゼル工業のクルップ式KD型2ストロークエンジンなどの開発が進み、それらの戦後の一般自動車エンジン転用過程で製造技術が確立・安定してきたこともあって、ほぼ国産が可能であった。またこの種の軽用途では、変速機も簡易な機械式変速機で十分で、気動車・自動車用の既存変速機も流用できた。大手メーカーでは汽車製造がこの種の小型機関車に一時期取り組んでおり、国鉄DD11形もその発展形と言うべきものであった。
これに対し、国鉄幹線での使用に供しうる1,000PS級の大出力ディーゼルエンジンは、日本国内ではほとんど実用化されておらず優れた欧米メーカーのライセンス生産により製造するしかなかった。ライセンス料によるコスト高や契約による仕様変更への制約、そして国鉄自身の国産優先主義などが、それらの優れた性能のエンジンを日本で積極採用することを妨げた。大出力の動力伝達手段も、1950年代前半には高コストな電気式採用以外に選択肢がなかった。
ドイツでは第二次世界大戦期にこのクラスの中速・高速ディーゼル機関がUボート（潜水艦）やSボートなどの高速艇向けに開発されており、第二次大戦後にも、民間船舶用や再軍備に伴う艦艇用軍需と軌を一にして鉄道向けに広く応用された事実があるが、日本の帝国海軍はドイツ海軍とは異なり、機関車に応用の利く1000PSクラスの船舶用エンジンは大戦末期に64号内燃機関（三菱重工業ZC707形）が実用化されるまで量産されていなかった。戦中と戦後に島秀雄は技術の遅れを指摘した上で鉄道車両用にこのエンジンを使用することを提案したが、幹線電化の方針を固めていた当時の国鉄には大出力ディーゼル機関車の開発という発想すらなかったのか受け入れられずに終わった。後に島自身はこの提案が受け入れられなかった理由として、良質な燃料が手に入らない状況下では高速運転ができず、低質の燃料での中速運転に使うには重すぎたと回顧している。
また戦後の純国産設計による鉄道用大型ディーゼルエンジン開発では、当時最も進歩的で開発能力も高かった大型自動車メーカー各社の関与を欠いていた。主として新潟鐵工所や振興造機など国鉄と歴史的関係の深いエンジンメーカーが、国鉄との協力のもとエンジン設計・生産に当たったが、国鉄技術陣・メーカー側とも開発力は不十分だった。

## 本格的幹線用機関車の時代（1955年 - 1965年頃）
1956年前後、国内各鉄道車両メーカーがドイツ・米国のメーカーと技術提携を行い、1,000PS級の機関車を試作した。これらは国鉄が設計に関与したものではなく、各メーカーの独自の設計によるもので、エンジン・動力機構・外観・塗装などいずれもまちまちであった。国鉄では実用試験のためこれらの機関車を借り入れ、営業運行の用に供した。これらの多くはのちに国鉄が買い取った。
その後1957年から、電気式のDF50形が量産された。これもエンジンは外国メーカーのライセンス生産品であったが、5年間にわたり100両以上が製造されており、国鉄のディーゼル機関車として初めて本格的な量産を実現させた形式であった。ただし、同期の国産気動車と比べると部品の値段が単位馬力当たり9倍と高価であり、故障発生件数は6倍以上と問題も多かった。そのため、蒸気機関車の再生産も話題に上がったほどであった。。
一方、入換用としてはDD13形が開発され量産された。これは戦前の電気式気動車用横型6気筒エンジンの設計を基本としつつ縦型6気筒として再設計し、出力を370PS（後期形は500PS）としたDMF31Sを2基搭載したものである。またDD13形を基本に、DD14形（ロータリー式）・DD15形（ラッセル式）と除雪作業用の機関車も開発された。
続いて1962年からはこのDD13形の機関をV型12気筒として拡大再設計し1,000PS（後に1,100PSへ強化）を得られるようにしたDML61を2基搭載としたDD51形が量産された。これはエンジンも液体式変速機もライセンス生産ではなく、完全な国産である。DD51形のような幹線用の機関車に液体式変速機を採用する例は世界的には異例であるが、その理由は日本の鉄道路線の多くが幹線でも許容軸重14t以下であり、幹線としては非常に路盤の弱い路線が多いためである。電気式は通常、幹線用としては最適な方式であるが、重量が増大するという欠点が日本の鉄道の事情と相容れなかったため、軽量化が可能な液体式の量産に踏み切ったのであった。

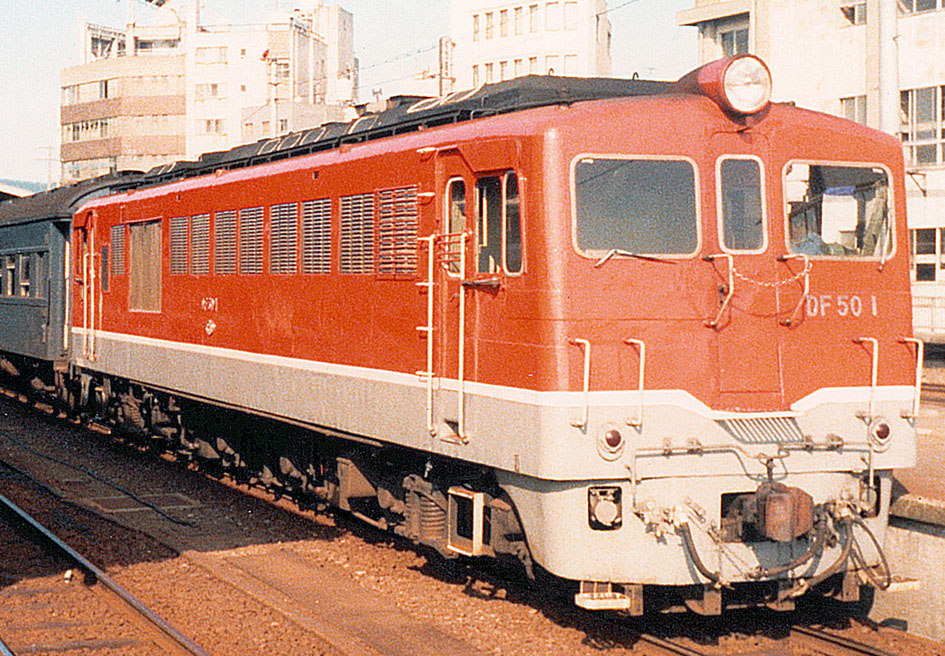
DF50形
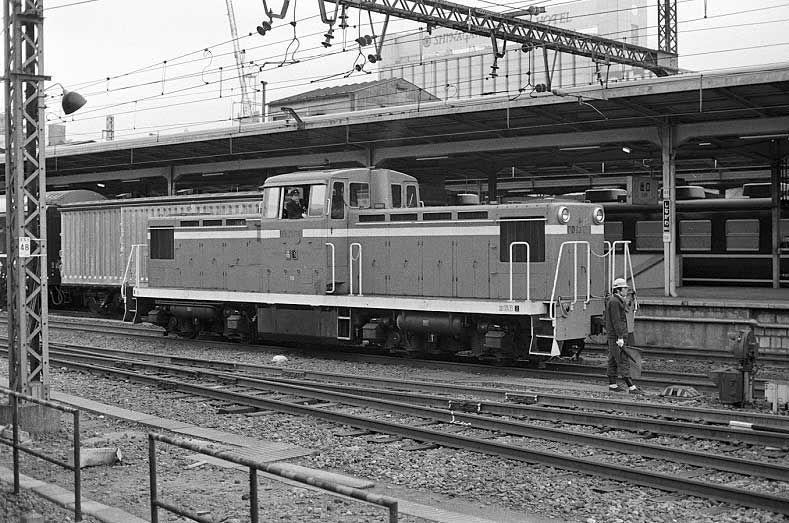
DD13形
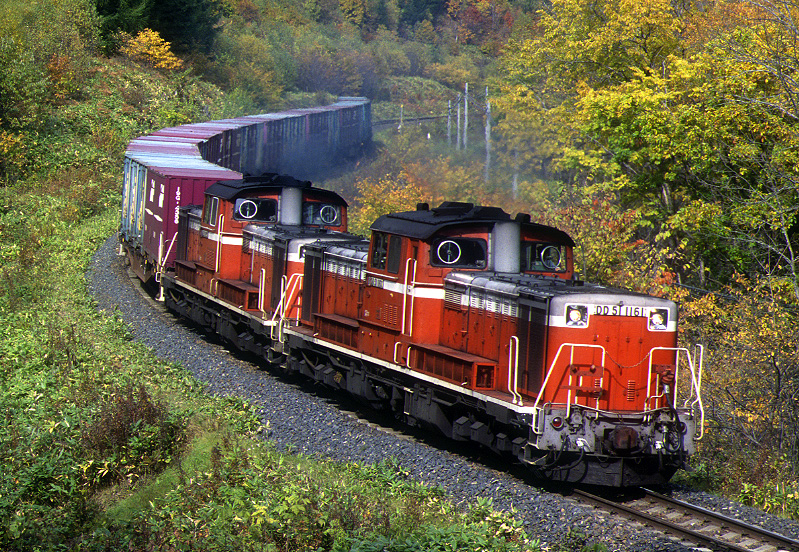
DD51形

## 成熟期（1965年 - ）
1965年ごろから、欧米で実用化された1,500PS - 2,000PS前後の大出力エンジンを搭載する機関車の研究が日本でも進められた。DD51形は12気筒1,100PSのエンジンを2基搭載していたが、それよりも2,000PS級のエンジン1基で同等の出力を賄うほうが燃費や保守の面で有利と考えられた。1966年、ドイツのメーカーとの技術提携により、16気筒1,820PSのエンジン1基を搭載するDD54形が亜幹線向けとして量産されたが、推進軸落下など致命的な事故・故障が多発したことから早々に廃車された。また、1970年にはDD51形の機関をスケールアップして16気筒化した2,000PSのエンジン1基を搭載するDE50形も試作され中央西線や伯備線で実用試験が実施されたが、量産には至らなかった。そのころ、DD51形のエンジンを後述DE10形と同型の1,350PSのものにした2,700PS級機関車や、さらに1,500PSまで出力アップして2台搭載し、3軸台車を2組擁する3,000PS級機関車DF51形も考えられていたようだが、どこまで現実味を帯びた計画だったのかは不明である。
一方、1966年には亜幹線用としてDD51形の機関にインタクーラ等を付加して出力を1,350PSにアップしたエンジンを1基搭載するDE10形も開発された。これは技術的な冒険がほとんどなかったことと、DD51形と共通部品が多く、5動軸化によって各軸の軸重を丙線に入線可能なレベルに抑えつつ入れ替え時などに重要なブレーキの利きを良好にでき、さらに1エンジン化で一端のボンネットにSG（蒸気暖房装置）を搭載可能、それでいて牽引力は大きく取れるなど様々な点で従来のDD13形よりも有利であった事から、事実上試作車無しで大量生産が開始され、DD51形と共に、昭和40年代の急速な無煙化に貢献した。1972年にはDE10形でさえ入線できない簡易線由来のローカル線用として、DD51形の初期モデルに搭載されていた1,000PS機関を800PSにデチューンの上で流用したDD16形も製造されている。
DD51・DE10とその派生形式各車、そしてDD16に共通するのは、DML61系機関の搭載である。つまり国鉄時代の後半は、ディーゼル機関車用エンジンは除雪用として細々とであるが1979年まで生産が継続されたDD14形に搭載されるDMF31系を除くと、DML61系の中速12気筒機関に集約されたという事である。その結果、ディーゼルカーのエンジンのDMH17H・DML30HS系への集約と同様に保守上の効率は向上をみたものの、技術的には明らかな停滞に陥り、その後の欧米で進んだ高速回転・低燃費の鉄道車両用大出力機関の開発から日本が取り残される結果となった。
これ以降は電化路線の増加や客車列車・貨物列車の減少に伴い、ディーゼル機関車の需要が縮小し、技術的な停滞が続いた。その中でも1976年に製造された三井鉱山田川工場No.4や1982年に製造された大井川鉄道のDD20形がアメリカの大手エンジンメーカー・カミンズ社設計のエンジンを搭載するなどそれまでの標準技術にとらわれない動きも見られた。
国鉄では1981年（昭和56年）10月に製造したDE15形（1546号機）以降ディーゼル機関車の新製が途絶えており、後述するJR貨物が1992年（平成4年）9月に新製したDF200形901号機は、国鉄 - JRでは11年ぶりの新製ディーゼル機関車となった。

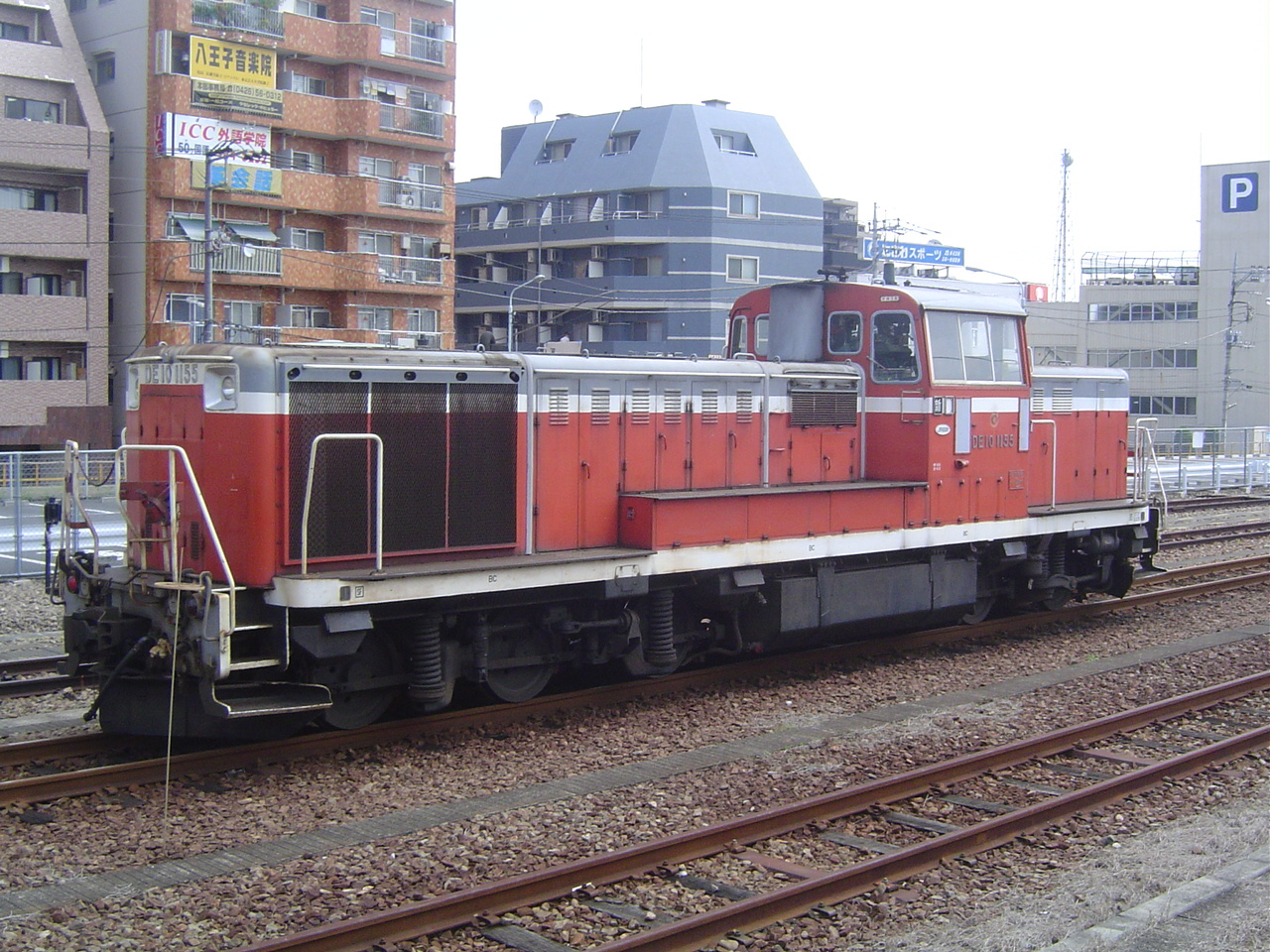
DE10形
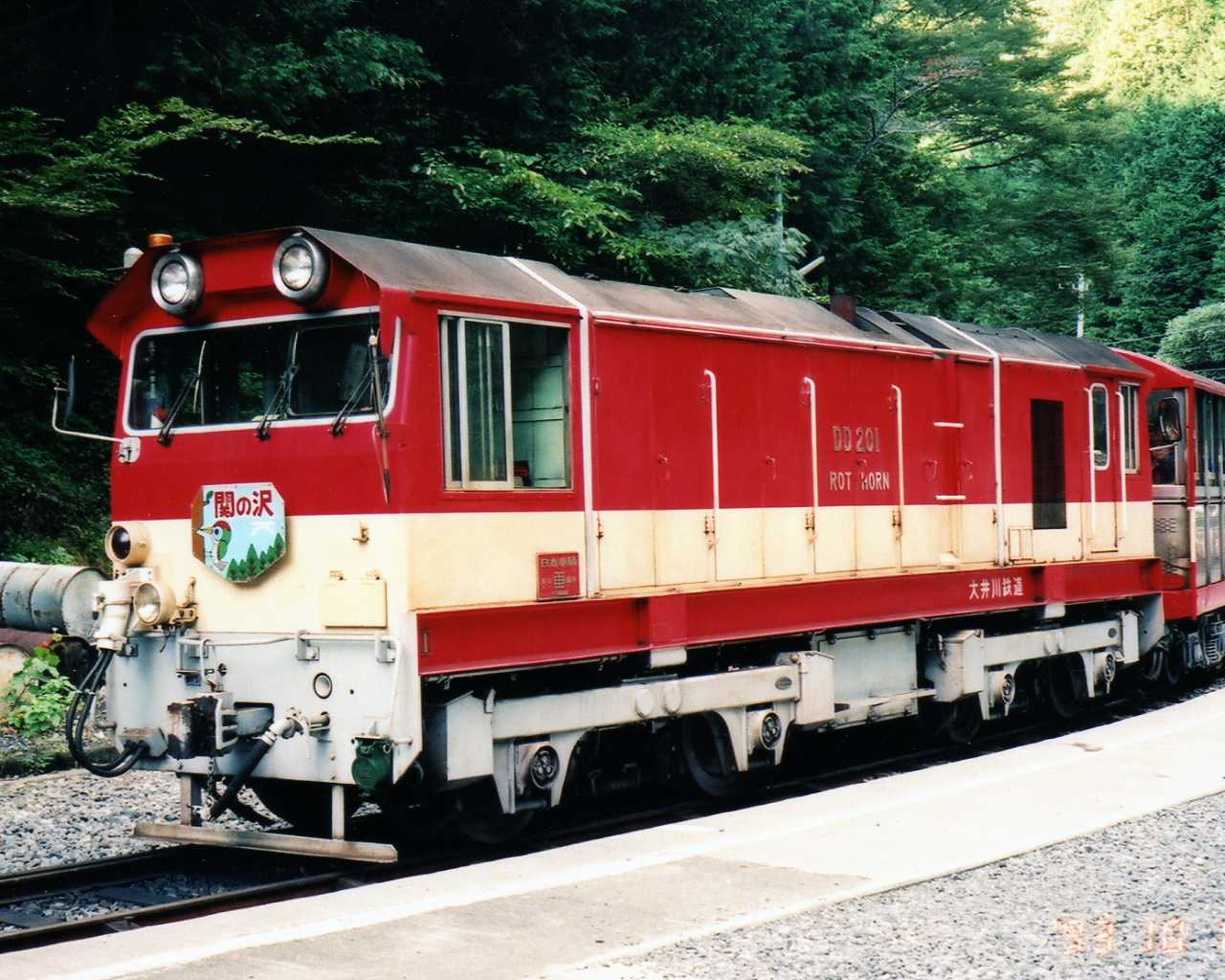
大井川鉄道DD20形

## 民営化後の現状

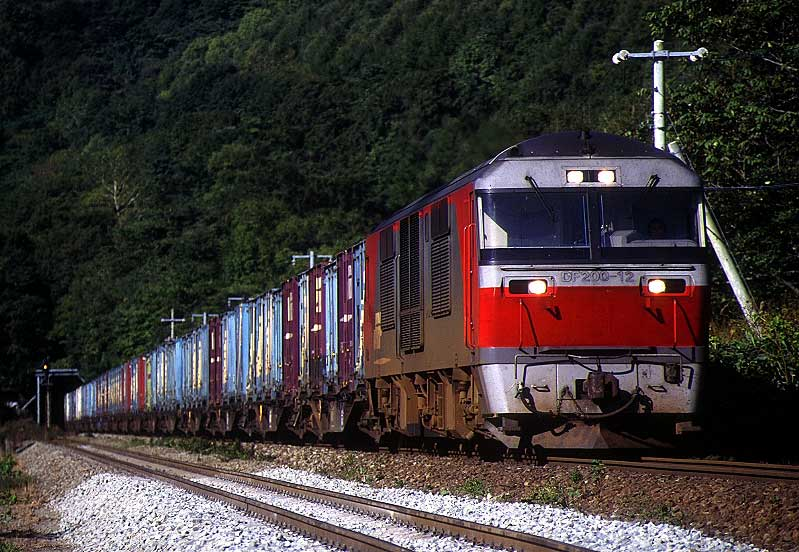
DF200形

国鉄分割民営化後のディーゼル機関車は、非電化路線の牽引機としての運用のほか、貨物駅では貨車の入れ換えにも用いられているが、非電化路線の電化や廃止、貨物輸送の縮小、非電化路線での機関車牽引旅客列車の大幅減少などの要因が重なり、JR各社のディーゼル機関車は以前に比べ大幅に両数を減らしているのが実情である。
JR貨物は、発足後の1993年（平成5年）に、技術革新を受けて新しい機器を採用した電気式のDF200形を開発し、北海道内の高速貨物列車牽引で堅調な実績を上げている。本格的に量産された本線用ディーゼル機関車としては、
2010年（平成22年）には既存のDE10形ディーゼル機関車の置き換え用にハイブリッド式の入換用機関車HD300形を試作、2012年から量産を開始した。
JR旅客鉄道6社では民営化直後に昼行旅客列車での定期運用が終了し、使用目的はわずかな臨時列車や工事列車にほぼ絞られることとなった。だが臨時列車用の客車（ジョイフルトレインや観光列車）は気動車への置き換えや使用列車の廃止などで激減しており、工事列車でも2010年代以降キヤ97系やGV-E197系のような気動車による後継車が登場している。また四国・九州を除く4社は除雪用のディーゼル機関車も継承しているが、やはりキヤ143形やキヤ291形といった気動車やモーターカーに置き換えられている。
このような事情から、JR北海道とJR東日本が既存車の改造で新形式を製作した以外は、旅客6社では新たなディーゼル機関車の増備を行っていなかった。ただしJR九州のみ、2013年に運行を開始した豪華寝台列車（クルーズトレイン）「ななつ星 in 九州」の牽引機としてDF200形7000番台1両を導入している。
こうしたJR各社での動きとは無関係に、これまでDMF31系エンジン2基搭載でDD13形と同系の55t級D形ディーゼル機関車を新製してきた各地の臨海鉄道などでは、21世紀に入る頃からそのDMF31系エンジンの陳腐化が問題となってきた。それまでシリンダヘッドの設計変更による燃料噴射系の直噴化などによってアップデートや性能向上が図られてきたが、もはや基本設計の旧弊さを覆い隠せるものでは無くなったのである。この問題に対する解答となったのが、2001年に日本車輌製造で製造された京葉臨海鉄道KD60形であった。同形式では従来のDMF31系エンジンに代えて三菱重工業製の産業用汎用ディーゼルエンジンであるS6A3-TA形（560PS）が搭載されていた。これが好成績を収めたことから臨海鉄道協議会の標準機関としてこの系列のエンジンが採用されることとなり、以後日本の臨海鉄道各社ではKD60形を基本とするS6A3-TA搭載の60t～64t級D形機が新製されるようになっている。
2017年にはJR貨物が電気式のDD200形を導入して国鉄型車両の運用を置き換えているほか、衣浦臨海鉄道といった臨海鉄道やJR九州にも導入されている。

## 関連文献
- 久保田博「第15章 DLの夜明け前」『日本の鉄道史セミナー』（初版）グランプリ出版、2005年5月18日、115-120頁。ISBN 978-4876872718。
- 坂上茂樹「第7章 戦後の鉄道車輌ディーゼル化を支えた技術」『鉄道車輌工業と自動車工業』（第1刷）日本経済評論社、2005年1月14日、121-136頁。ISBN 4-8188-1735-X。